# جاكوب هولغيت
جاكوب هولغيت هو سياسي أمريكي، ولد في 10 يونيو 1767 في Chestnut Hill, Philadelphia ‏ في الولايات المتحدة، وتوفي في 18 سبتمبر 1832. نشط حزبياً في الحزب الجمهوري الديمقراطي. وقد انتخب List of speakers of the Pennsylvania House of Representatives ‏ وانتخب عضو مجلس نواب بنسيلفانيا ‏.